# Oenothera polgari
Oenothera polgari är en dunörtsväxtart som beskrevs av Rostanski. Oenothera polgari ingår i släktet nattljussläktet, och familjen dunörtsväxter. Inga underarter finns listade i Catalogue of Life.